# Lauren Macuga
 Lauren Macuga, née le 4 juillet 2002, est une  skieuse alpine américaine. Elle remporte sa première victoire en Coupe du monde en Super-G le 12 janvier 2025 à Sankt-Anton

## Biographie
Elle a pour sœurs la sauteuse à ski Samantha Macuga et la skieuse acrobatique Ali Macuga.
En 2022, elle prend la 3e place des championnats du monde juniors de descente à Panorama. Cette même année elle termine seconde et troisième de la coupe nord-américaine de descente et de super G.
En décembre 2022 elle marque son premier point en coupe du monde dans la descente de Saint-Moritz. A la fin de la saison 2022-2023, elle remporte la coupe nord-américaine de descente.
En janvier 2024, elle obtient son premier top-10 en coupe du monde en se classant 10e du super G de Altenmarkt. En mars elle obtient 2 autres tops-10 dans les super G de Kvitfjell et termine la saison à la 13e place du classement général de la coupe du monde de super G.
La saison suivante, elle obtient en décembre 2024 une belle 4e place dans la descente de Beaver Creek. Le 12 janvier 2025, elle crée la sensation en remportant le super G de Saint-Anton,. En février elle dispute ses premiers championnats du monde à Saalbach. Elle y obtient de bons résultats avec la médaille de bronze en super G, la 5e place en descente et la 4e place du combiné par équipe (elle forme l'équipe des USA 2 avec Paula Moltzan). Début mars elle décroche un nouveau podium avec la 2e place de la descente de Kvitfjell. Elle termine sa saison de coupe du monde à la 4e du classement de la descente et à la 6e de celui du super G.

## Palmarès

### Championnats du monde
| Épreuve / Édition      | Descente | Super G | Slalom géant | Slalom | Combiné par équipes | Team event |
| Mondiaux 2025 Saalbach | 5e       | Bronze  | —            | —      | 4e                  | —          |

### Coupe du monde
- Meilleur classement général : 17e en 2025 avec  525 points.
- Meilleur classement de descente : 4e en 2024 avec 230 points.
- Meilleur classement de super G : 6e en 2025 avec 279 points.
- Meilleur classement de géant : 43e en 2025 avec 16 points.
- 10 tops-10 dont 2 podiums dont 1 victoire.

#### Détail des victoires
| Édition / Épreuve | Descente | Super G     | Slalom Géant | Total |
| 2024-2025         |          | Sankt Anton |              | 1     |
| Total             |          | 1           |              | 1     |

#### Classements
| Saison / Épreuve | Saison / Épreuve | Général | Général | Descente | Descente | Super G | Super G | Géant  | Géant  | Slalom | Slalom | Combiné | Combiné |
| ---------------- | ---------------- | ------- | ------- | -------- | -------- | ------- | ------- | ------ | ------ | ------ | ------ | ------- | ------- |
| Saison / Épreuve | Saison / Épreuve | Class.  | Points  | Class.   | Points   | Class.  | Points  | Class. | Points | Class. | Points | Class.  | Points  |
| 2023             | 2023             | 122e    | 1       | 49e      | 1        | -       | -       | -      | -      | -      | -      | -       | -       |
| 2024             | 2024             | 43e     | 210     | 33e      | 42       | 13e     | 168     | -      | -      | -      | -      | -       | -       |
| 2025             | 2025             | 17e     | 525     | 4e       | 230      | 6e      | 279     | 43e    | 16     | -      | -      | -       | -       |

### Championnats du monde juniors
| Épreuve / Édition         | Descente | Super G | Slalom géant | Slalom | Combiné | Team event |
| Mondiaux 2022 Panorama    | Bronze   | 12e     | 29e          | -      | Abandon | -          |
| Mondiaux 2023 Saint-Anton | 10e      | 6e      | -            | -      | -       | -          |

### Coupe nord-américaine
7 podiums dont 2 victoires en descente

#### Classements
| Saison / Épreuve | Saison / Épreuve | Général | Général | Descente | Descente | Super G | Super G | Géant  | Géant  | Slalom | Slalom | Combiné | Combiné |
| ---------------- | ---------------- | ------- | ------- | -------- | -------- | ------- | ------- | ------ | ------ | ------ | ------ | ------- | ------- |
| Saison / Épreuve | Saison / Épreuve | Class.  | Points  | Class.   | Points   | Class.  | Points  | Class. | Points | Class. | Points | Class.  | Points  |
| 2021-2022        | 2021-2022        | 8e      | 596     | 2e       | 230      | 3e      | 180     | 10e    | 144    | -      | -      | 12e     | 42      |
| 2022-2023        | 2022-2023        | 9e      | 442     | 1re      | 280      | 8e      | 138     | 44e    | 24     | -      | -      | –       | –       |

### Jeux olympiques de la jeunesse d’hiver
| Édition/Épreuve         | Super G | Slalom géant | Slalom | Super-combiné | Équipes |
| JOJ 2020 Les Diablerets | Abandon | -            | -      | Abandon       | -       |